# Sachsenwald
Sachsenwald är en skog som är ett kommunfritt område i Amt Hohe Elbgeest i Kreis Herzogtum Lauenburg i förbundslandet Schleswig-Holstein i Tyskland.